# Puchar świata w piłce ręcznej mężczyzn
Puchar świata w piłce ręcznej mężczyzn – oficjalny międzynarodowy turniej męskiej piłki ręcznej, organizowany od 1971 do 2010 roku. Początkowo odbywał się on nieregularnie (1971, 1974, 1979), od 1984 roku w odstępach 4-letnich, zaś od 1996 roku w odstępach 2-letnich (z jednym wyjątkiem, kiedy turniej odbył się w 1999 roku zamiast w 1998 i 2000 roku). Turniej za każdym razem organizowany był w Szwecji, jedynie w 2006 roku współorganizatorem były Niemcy. Do 2010 roku rozegrano 12 edycji rozgrywek.
Od 2004 roku sponsorem rozgrywek był norweski koncern naftowy Statoil, a turniej zmienił nazwę na Statoil World Cup. 
Najbardziej utytułowaną drużyną w historii rozgrywek pucharowych jest reprezentacja Szwecji, która zdobyła łącznie siedem medali, w tym trzy złote (w 1992, 1996 i 2004 roku). Dwoma złotymi medalami poszczycić się mogą reprezentacje ZSRR oraz Jugosławii. Reprezentacja Polski w piłce ręcznej mężczyzn w rozgrywkach pucharowych zdobyła dwa srebrne medale (w 1974 oraz 1979 roku).

## Zdobywcy medali
Opracowano na podstawie materiału źródłowego.
| Rok  | Złoto      | Srebro     | Brąz       |
| ---- | ---------- | ---------- | ---------- |
| 1971 | Jugosławia | Rumunia    | ZSRR       |
| 1974 | Jugosławia | Polska     | NRD        |
| 1979 | ZSRR       | Polska     | NRD        |
| 1984 | ZSRR       | Dania      | Jugosławia |
| 1988 | RFN        | NRD        | Szwecja    |
| 1992 | Szwecja    | Jugosławia | Hiszpania  |
| 1996 | Szwecja    | Rosja      | Francja    |
| 1999 | Niemcy     | Rosja      | Szwecja    |
| 2002 | Francja    | Dania      | Niemcy     |
| 2004 | Szwecja    | Dania      | Francja    |
| 2006 | Chorwacja  | Tunezja    | Szwecja    |
| 2010 | Dania      | Szwecja    | Islandia   |

## Klasyfikacja medalowa
Opracowano na podstawie materiału źródłowego.
| Lp.   | Państwo    | Złoto | Srebro | Brąz | Razem |
| ----- | ---------- | ----- | ------ | ---- | ----- |
| 1.    | Szwecja    | 3     | 1      | 3    | 7     |
| 2.    | Jugosławia | 2     | 1      | 1    | 4     |
| 3.    | ZSRR       | 2     | 0      | 1    | 3     |
| 4.    | Dania      | 1     | 3      | 0    | 4     |
| 5.    | Francja    | 1     | 0      | 2    | 3     |
| 6.    | Niemcy     | 1     | 0      | 1    | 2     |
| 7.    | Chorwacja  | 1     | 0      | 0    | 1     |
| 7.    | RFN        | 1     | 0      | 0    | 1     |
| 9.    | Polska     | 0     | 2      | 0    | 2     |
| 9.    | Rosja      | 0     | 2      | 0    | 2     |
| 11.   | NRD        | 0     | 1      | 2    | 3     |
| 12.   | Rumunia    | 0     | 1      | 0    | 1     |
| 12.   | Tunezja    | 0     | 1      | 0    | 1     |
| 14.   | Hiszpania  | 0     | 0      | 1    | 1     |
| 14.   | Islandia   | 0     | 0      | 1    | 1     |
| Razem | Razem      | 12    | 12     | 12   | 36    |